# محمد أباد لب رود
محمد أباد لب‌ رود (بالفارسية: محمدآباد لب‌رود) هي قرية تقع في قسم زيبد الريفي في إيران. يقدر عدد سكانها بـ 51 نسمة .